# Robert le Bougre
Robert (zm. przed 29 października 1263) – francuski dominikanin i inkwizytor. Zwany był le Bougre (Bułgar) lub Le Petit (Mały).
Pochodził z rodziny heretyckich katarów, jednak w bliżej nieznanych okolicznościach nawrócił się na katolicyzm. O jego pierwotnej przynależności wyznaniowej przypominał jego przydomek le Bougre (Bułgar), gdyż tak we Francji nazywano katarów. Wstąpił do zakonu dominikanów w konwencie w Besançon i zaangażował się w nawracanie swych dawnych współwyznawców. W 1233 głosił kazania w rejonie La Charité-sur-Loire, odnosząc wielkie sukcesy w nakłanianiu katarów do przejścia na katolicyzm. 
Jego antyheretycka działalność nie uszła uwadze Stolicy Apostolskiej. 19 kwietnia 1233 papież Grzegorz IX mianował go inkwizytorem w królestwie Francji, powierzając jego jurysdykcji obszar czterech francuskich prowincji kościelnych (Sens, Rouen, Bourges i Tours) oraz hrabstwo Flandrii. Nominację tę oprotestował arcybiskup Sens Walter Cornuti, uważając ją za uszczuplenie swych uprawnień arcybiskupich, gdyż Robert miał podlegać wyłącznie władzy paryskiego prowincjała dominikanów. W rezultacie Grzegorz IX 4 lutego 1234 wycofał pełnomocnictwa inkwizycyjne dla Roberta. W sierpniu 1235 papież jednak zmienił zdanie i ponownie mianował Roberta inkwizytorem w prowincjach Sens, Reims i innych prowincjach królestwa Francji, zobowiązując biskupów i władze świeckie do współpracy z nim.
O działalności inkwizycyjnej Roberta zachowały się jedynie skąpe i nie zawsze precyzyjne wzmianki kronikarzy. Na początku 1236 prowadził intensywne śledztwo przeciw heretykom na obszarze Szampanii i Flandrii. Do egzekucji heretyków doszło w Péronne (5 spalonych), Élincourt (4 spalonych), Châlons-sur-Marne (co najmniej jeden, prawdopodobnie kilku straconych), Cambrai (21 spalonych 17 lutego 1236), Douai (10 spalonych 2 marca 1236) i Lille. Ogółem w ciągu zaledwie trzech miesięcy wysłał na stos około 50 katarów. Następne informacje pochodzą dopiero z 1239. W dniu 13 maja 1239 w siedzibie katarskiego biskupstwa w Montwimer Robert przewodniczył wielkiej ceremonii pokutnej z udziałem króla Nawarry, 16 biskupów oraz wielu innych duchownych i tłumu świeckich. Ogłoszono na niej wyroki wobec kilkuset heretyków, z czego wielu podporządkowało się Kościołowi i otrzymało kary pokutne, ale aż 183, w tym katarski biskup, pozostało wiernymi swoim przekonaniom i spalono ich na stosie. Była to jedna z największych egzekucji w dziejach inkwizycji.
Późniejsze losy Roberta pozostają niejasne. Wiadomo, że wkrótce po egzekucjach z Montwimer został wtrącony do więzienia, ale kiedy to nastąpiło i z jakiego powodu dokładnie nie wiadomo. Kronikarz Mateusz z Paryża twierdził, że powodem jego uwięzienia na rozkaz papieża Grzegorza IX były jego liczne nadużycia i niebywałe okrucieństwo (zarzucał mu m.in. grzebanie żywcem swych ofiar). Wersję tę przyjmowano w starszej historiografii, gdzie jego zwolnienie z funkcji inkwizytora łączono zwykle z masakrą w Montwimer, tym bardziej, że Mateusz z Paryża odnotował w swej kronice jego uwięzienie pod rokiem 1238. Nowsze badania podważyły jednak tę wersję. Analiza pozostałych wzmianek kronikarskich o Robercie nie wskazuje, by dopuszczał się on jakichś poważniejszych nadużyć, w szczególności nie znajdują potwierdzenia zarzuty o rzekomą samowolę i arbitralne działania. Niemal wszystkie wzmianki odnotowują współudział miejscowych biskupów w postępowaniach przeciwko heretykom. Egzekucja w Montwimer była zwieńczeniem wielkiego śledztwa obejmującego obszar aż 16 diecezji, w związku z czym nie sposób porównywać jej z masakrami heretyków z pojedynczych miejscowości, do jakich dochodziło podczas krucjaty przeciwko katarom w Langwedocji w latach 1209–29 i 1244. Poza Mateuszem z Paryża żadne inne źródło nie wspomina o grzebaniu żywcem heretyków, a kronikarz ten był bardzo negatywnie nastawiony do zakonu dominikańskiego. Ponadto dokument z kwietnia 1244 wciąż określa Roberta jako urzędującego inkwizytora, co wskazuje, że jego potępienie nie nastąpiło za pontyfikatu Grzegorza IX (zm. 1241), jak przyjmowano dawniej na podstawie świadectwa Mateusza z Paryża. Analiza trzynastowiecznych źródeł dominikańskich wskazuje, że przyczyną jego uwięzienia nie było jego rzekome okrucieństwo, lecz nieposłuszeństwo wobec władz zakonnych. 
Według Vita Fratrum dominikanina Geralda de Frachet, Robert wkrótce po uwięzieniu został zwolniony i otrzymał zgodę na opuszczenie zakonu dominikańskiego. Następnie wstępował kolejno do kilku innych zakonów, ale z nich również został wydalony z powodu niewłaściwego postępowania. Ostatecznie został cystersem w Clairvaux, jednak szybko utracił szacunek mnichów i wkrótce potem zmarł w niełasce.
Dokładna data śmierci Roberta nie jest znana, jednak musiało to nastąpić przed 29 października 1263, gdyż w bulli z tego dnia papież Urban IV wspomina go już jako zmarłą osobę.